# Phalangodinella pittieri
Phalangodinella pittieri is een hooiwagen uit de familie Zalmoxioidae.